# Cantons dels Alps Marítims
Fins al 2015, els Cantons dels Alps Marítims eren 52 i s'agrupaven en dos districtes:
| Districte de Grassa (19 cantons) amb cap a la sotsprefectura de GrasseAntíbol-Biòt, Antíbol Centre, Lo Bar de Lop, Canha de Mar Centre, Canha de Mar Oest, Canes Centre, Canes Est, Lo Canet, Carròs, Corsegolas, Grassa Nord, cantó de Grassa Sud, Mandaluec-Canes Oest, Mogins, Sant Auban, Sant Laurenç de Var-Canha de Mar Est, Valier, Valàuria-Antíbol Oest, Vença | Districte de Niça (33 cantons) amb cap a la prefectura de NiçaBèusoleu, Brelh de Ròia, Còntes, L'Escarena, Guilherme, Lantosca, Levenç, Menton Est, Menton Oest, Niça-1, Niça-2, Niça-3, Niça-4, Niça-5, Niça-6, Niça-7, Niça-8, Niça-9, Niça-10, Niça-11, Niça-12, Niça-13, Niça-14, Lo Puget Tenier, Ròcabilhiera, Roquesteron, Sant Estève de Tinèa, Sant Martin de Vesúbia, Salvaur de Tinèa, Sospèl, Tenda, Vilar de Var, Vilafranca de Mar |

A partir de la redistribució cantonal del 2015, els Cantons dels Alps Marítims són 27.